# Сан-Хуан-Капистрано
Сан-Хуа́н-Капистра́но (англ. San Juan Capistrano) — город в округе Ориндж, штат Калифорния, США. На площади 37,024 км² (36,559 км² — суша, 0,466 км² — вода), согласно переписи 2010 года, проживают 34 593 человека (в 2000 году было 33 826 человека). Плотность населения составляет 930 чел/км².
- Телефонный код города — 949
- Почтовый индекс — 92675
- FIPS-код города — 06-68028
- GNIS-идентификатор — 1661383

Город был построен вокруг основанной испанцами миссии св. Иоанна Капистранского (исп. Juan Capistrano), и многие здания в центре города (самые старые датируются XVIII веком) построены в том же стиле — саманные стены и черепичные крыши. В охраняемых кварталах на холмах находятся несколько особняков стоимостью 10 млн долларов и выше. Сан-Хуан-Капистрано является объектом ежегодной миграции американских скалистых ласточек (Petrochelidon pyrrhonota).